# Qal'eh-ye Zal
Qal'eh-ye Zal est une ville afghane de plus de 15 000 habitants située dans la province de Kondoz, à quelques kilométres de la frontière avec le Tadjikistan.